# Nikita Sergejewitsch Slobin
Nikita Sergejewitsch Slobin, auch Nikita Zlobin (russisch Никита Сергеевич Злобин; * 4. April 1996 in Moskau) ist ein ehemaliger russischer Automobilrennfahrer. Er ist der Sohn des Automobilrennfahrers Sergei Slobin.

## Karriere
Slobin begann seine Motorsportkarriere 2011 in Russland im MegaFon MitJet Cup, den er auf dem vierten Platz beendete. 2013 debütierte Slobin im Formelsport und trat für SMP Racing by Koiranen GP in der alpinen Formel Renault an. Er erreichte den 36. Gesamtrang. Darüber hinaus ging Slobin 2013 für ADM Motorsport im deutschen Formel-3-Cup zu drei Veranstaltungen an den Start. 2014 absolvierte Slobin die gesamte Saison im deutschen Formel-3-Cup für ADM Motorsport. Er beendete die Saison auf dem achten Gesamtrang. Darüber hinaus nahm er mit ADM Motorsport an einer Veranstaltung der britischen Formel-3-Meisterschaft teil. Des Weiteren trat Slobin im GT-Sport zu sechs Rennen der International GT Open an.
2015 wechselte Slobin zu Virtuosi in die Auto GP. Nach dem zweiten Rennwochenende wurde die Saison vorzeitig beendet. Slobin wurde Vierter in der Meisterschaft. Er wechselte anschließend zu Pons Racing in die Formel Renault 3.5. Dort nahm er an den zwei letzten Veranstaltungen teil. Des Weiteren ging Slobin in der Ferrari Challenge Europe an den Start. 2016 erhielt Slobin ein Cockpit bei Teo Martín Motorsport in der Euroformula Open. Er schloss die Saison auf dem 18. Gesamtrang ab.

## Statistik

### Karrierestationen
| - 2011: MegaFon MitJet Cup (Platz 4) - 2013: Alpine Formel Renault (Platz 36) - 2013: Deutsche Formel 3 (Platz 20) - 2014: Deutsche Formel 3 (Platz 8) | - 2014: Britische Formel 3 (Platz 16) - 2014: International GT Open, GTS (Platz 11) - 2015: Auto GP (Platz 4) - 2015: Formel Renault 3.5 (Platz 28) | - 2015: Ferrari Challenge Europe, Trofeo Pirelli (Platz 7) - 2016: Euroformula Open (Platz 18) |

### Einzelergebnisse in der Formel Renault 3.5
| Jahr | Team        | 1   | 2   | 3   | 4   | 5   | 6   | 7   | 8   | 9   | 10  | 11  | 12  | 13  | 14  | 15  | 16  | 17  | Punkte | Rang |
| ---- | ----------- | --- | --- | --- | --- | --- | --- | --- | --- | --- | --- | --- | --- | --- | --- | --- | --- | --- | ------ | ---- |
| 2015 | Pons Racing | ALC | ALC | MON | SPA | SPA | HUN | HUN | SPI | SPI | SIL | SIL | NÜR | NÜR | LMS | LMS | JRZ | JRZ | 0      | 28.  |
| 2015 | Pons Racing |     |     |     |     |     |     |     |     |     |     |     |     |     | 17  | 15  | 14  | DNF | 0      | 28.  |